# Olympische Winterspiele 1976/Teilnehmer (Chile)
| Gelbes Symbol für Goldmedaillen mit stilisierten Olympischen Ringen | Graues Symbol für Silbermedaillen mit stilisierten Olympischen Ringen | Braundes Symbol für Bronzemedaillen mit stilisierten Olympischen Ringen |
| ------------------------------------------------------------------- | --------------------------------------------------------------------- | ----------------------------------------------------------------------- |
| —                                                                   | —                                                                     | —                                                                       |

Chile nahm an den Olympischen Winterspielen 1976 in Innsbruck mit einer Delegation von fünf männlichen Athleten teil. Sie traten alle im Ski Alpin an.

## Teilnehmer nach Sportarten

### Ski Alpin
Herren:
- Rafael Cañas
Abfahrt: 59. Platz – 2:00,39 min
Riesenslalom: DNF
Slalom: DNF
- Federico García
Riesenslalom: DNF
Slalom: DNF
- José Luis Koifman
Abfahrt: 51. Platz – 1:56,30 min
Riesenslalom: 43. Platz – 4:01,35 min
Slalom: 33. Platz – 2:25,97 min
- Roberto Koifman
Riesenslalom: 41. Platz – 3:59,49 min
Slalom: DNF
- Fernando Reutter
Abfahrt: 61. Platz – 2:01,19 min

## Weblink
- Olympiamannschaft Chiles 1976 in der Datenbank von Sports-Reference (englisch; archiviert vom Original)